# Kyselina 2-hydroxy-4-(methylthio)máselná
Kyselina 2-hydroxy-4-(methylthio)máselná je organická sloučenina se vzorcem CH3SCH2CH2CH(OH)CO2H, patřící mezi α-hydroxykarboxylové kyseliny a thioethery. Strukturou se podobá aminokyselině methioninu, od něhož se liší hydroxylovou skupinou namísto aminové. 
Vyrábí se, v racemické podobě, konjugovanou adiční reakcí z akroleinu a methanthiolu, po níž se získá kyanhydrin, jenž je následně hydrolyzován.
Přidává se do krmiv pro zvířata jako náhražka methioninu. Je také meziproduktem biosyntézy 3-dimethylsulfoniopropionátu, přírodního prekurzoru dimethylsulfidu.